# Freren
Freren is een gemeente en stad in het landkreis Emsland van de Duitse deelstaat Nedersaksen en telt 5.115 inwoners.

## Geografie
De gemeente heeft een oppervlakte van iets meer dan 48 vierkante kilometer. Freren behoort tot het samenwerkingsverband Samtgemeinde Freren, waarvan het bestuurlijk centrum, alsmede dat van de deelgemeente Freren, sinds 1974 in dit stadje is gevestigd.

### Situering
Freren ligt in het zuiden van de deelstaat Nedersaksen vlak bij de grens met de deelstaat Noordrijn-Westfalen. Grotere plaatsen in de omgeving zijn Lingen (16 km), Ibbenbüren (26 km) en Rheine (23 km). De dichtstbijzijnde stad met meer dan 100.000 inwoners  is Osnabrück.

### Buurgemeenten
Buurgemeenten van Freren zijn Lengerich in de gelijknamige Samtgemeinde in het noorden, in het oosten grenst het aan Andervenne, Fürstenau (in de Samtgemeinde Fürstenau van het district Osnabrück) en de gemeente Hopsten (district Steinfurt in Noordrijn-Westfalen), in het zuiden grenst Freren aan de gemeente Schapen in de Samtgemeinde Spelle. In het westen grenst de gemeente aan Beesten, Messingen en Thuine.

### Bestuurlijke indeling
De gemeente bestaat uit zes kernen, namelijk:
- Freren
- Geringhausen
- Lohe-Venslage
- Lünsfeld
- Setlage
- Suttrup

## Geschiedenis
De hunebedden in Freren en Thuine getuigen ervan dat al tijdens het stenen tijdperk dit gebied bewoond werd. Freren wordt voor het eerst schriftelijk vermeld in 819. De plaats verkrijgt in 1723 stadsrechten van koning Frederik Willem I van Pruisen. In 1852 werd de plaats echter geclassificeerd als landelijke gemeente (geen stad). In 1950 werd de plaats weer tot stad "gepromoveerd".
De huidige omvang werd bereikt in 1974 toen de kernen Lohe-Venslage, Setlage, Geringhusen, Lünsfeld en Suttrup werden geannexeerd in het kader van een gemeentelijke herindeling in Nedersaksen.

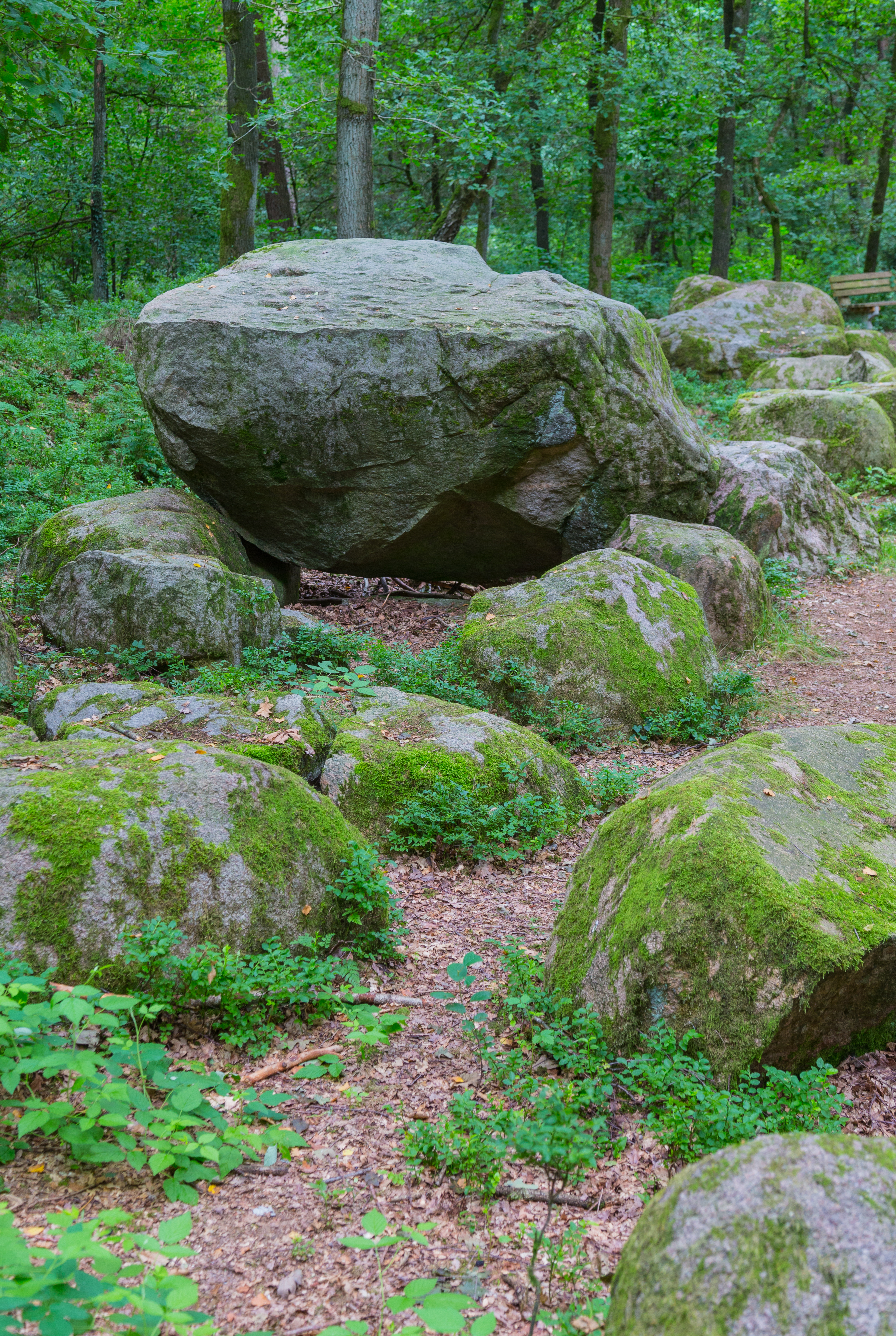
Großsteingrab im Alt-Frerener Forst is onderdeel van de Straße der Megalithkultur

Op noodgeld uit Freren (1921) werd het volgende gedicht geschreven:
```
In unserem Wald in sandger Düne
Liegt begraben manche Hüne
Zum Hünengrab zum Opferstein
Pilgert Heut nog Gross und Klein
[
2
]
```

Het Großsteingrab in der Kunkenvenne wordt op het noodgeld afgebeeld.

## Politiek

### Gemeenteraad
De gemeenteraad telt 17 zetels. Sinds de gemeenteraadsverkiezingen van 10 september 2006 zijn de zetels als volgt verdeeld:
| Partij | Zetels |
| ------ | ------ |
| CDU    | 14     |
| SPD    | 3      |

De eerstkomende gemeenteraadsverkiezingen staan gepland voor 2011.

### Burgemeester
De burgemeester wordt gelijktijdig met de gemeenteraad rechtstreeks gekozen door de kiesgerechtigde burgers van de gemeente. De huidige burgemeester is Klaus Prekel.
- Gemeinsame Normdatei: 4348867-5
- Library of Congress Control Number: n88009735
- Nationale Bibliotheek van Israël: 987007564816005171
- Virtual International Authority File: 141995829
- WorldCat: E39PBJxCv448WgrVCJ9ydqm68C

Andervenne ·
Bawinkel ·
Beesten ·
Bockhorst ·
Börger ·
Breddenberg ·
Dersum ·
Dohren ·
Dörpen ·
Emsbüren ·
Esterwegen ·
Freren ·
Fresenburg ·
Geeste ·
Gersten ·
Groß Berßen ·
Handrup ·
Haren (Ems) ·
Haselünne ·
Heede ·
Herzlake ·
Hilkenbrook ·
Hüven ·
Klein Berßen ·
Kluse ·
Lähden ·
Lahn ·
Langen ·
Lathen ·
Lehe ·
Lengerich ·
Lingen ·
Lorup ·
Lünne ·
Meppen ·
Messingen ·
Neubörger ·
Neulehe ·
Niederlangen ·
Oberlangen ·
Papenburg ·
Rastdorf ·
Renkenberge ·
Rhede ·
Salzbergen ·
Schapen ·
Sögel ·
Spahnharrenstätte ·
Spelle ·
Stavern ·
Surwold ·
Sustrum ·
Thuine ·
Twist ·
Vrees ·
Walchum ·
Werlte ·
Werpeloh ·
Wettrup ·
Wippingen